# 대 라브라

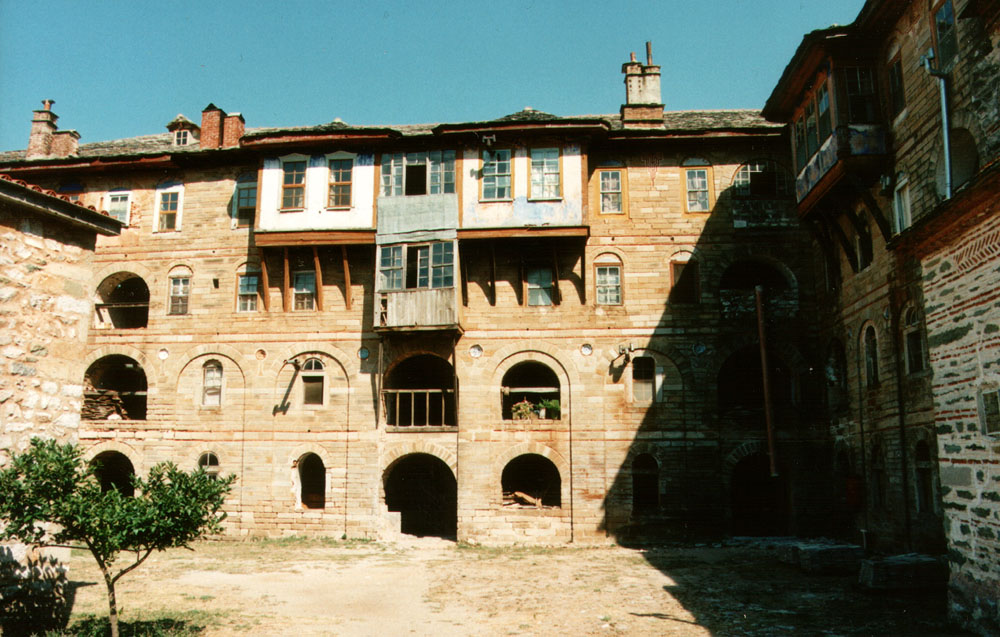

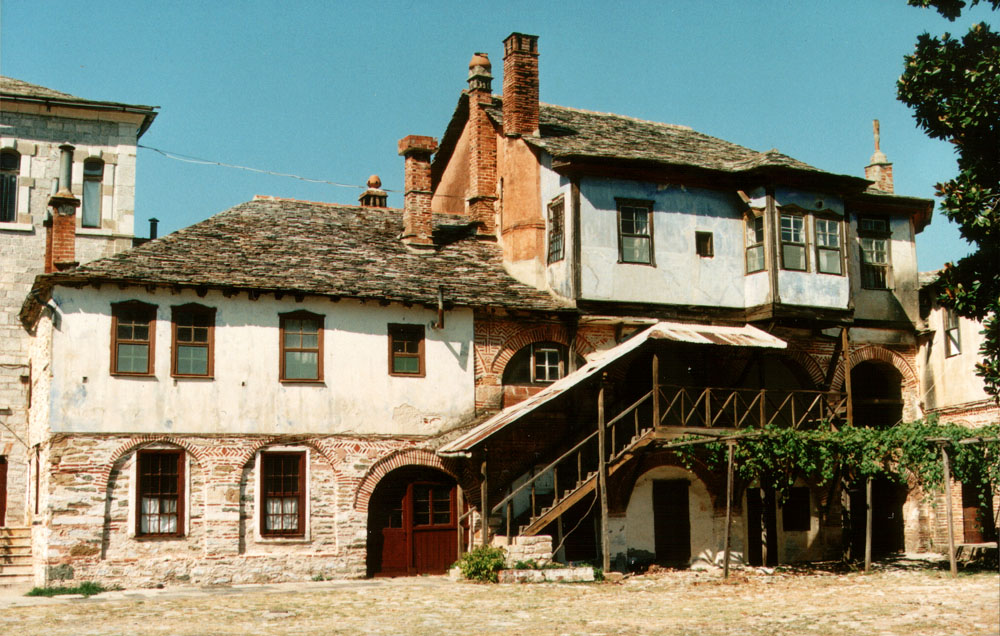

대 라브라 수도원(그리스어: Μονή Μεγίστης Λαύρας)은 아토스산에 건설된 첫 번째 수도원이다. 수도원은 산의 남동부 끝부분의 160 미터 고지에 위치해 있다. 963년에 아토니테 아타나시우스에 의한 수도원의 설립은 아토스산에서의 조직화된 수도원 생활의 시작을 나타낸다. 이 수도원이 위치한 곳에, 아토스 반도의 한 고대 도시 중에 한 곳이 있었는데, 아마도 수도원의 석관에서부터 기름 저장고 에 까지의 아크로토오이 일 것이다. 이 수도원의 역사적 기록 문서들은 대부분 손상되지 않고 보존되어있기 때문에, 다른 수도원들의 역사에 비해 가장 완전하다. 그 고기록들의 연구는 기록 문서들의 일부만 있거나 완전히 잃어버린 다른 수도원들의 역사의 지식의 완성에 기여할 가능성이 있다.

## 설립

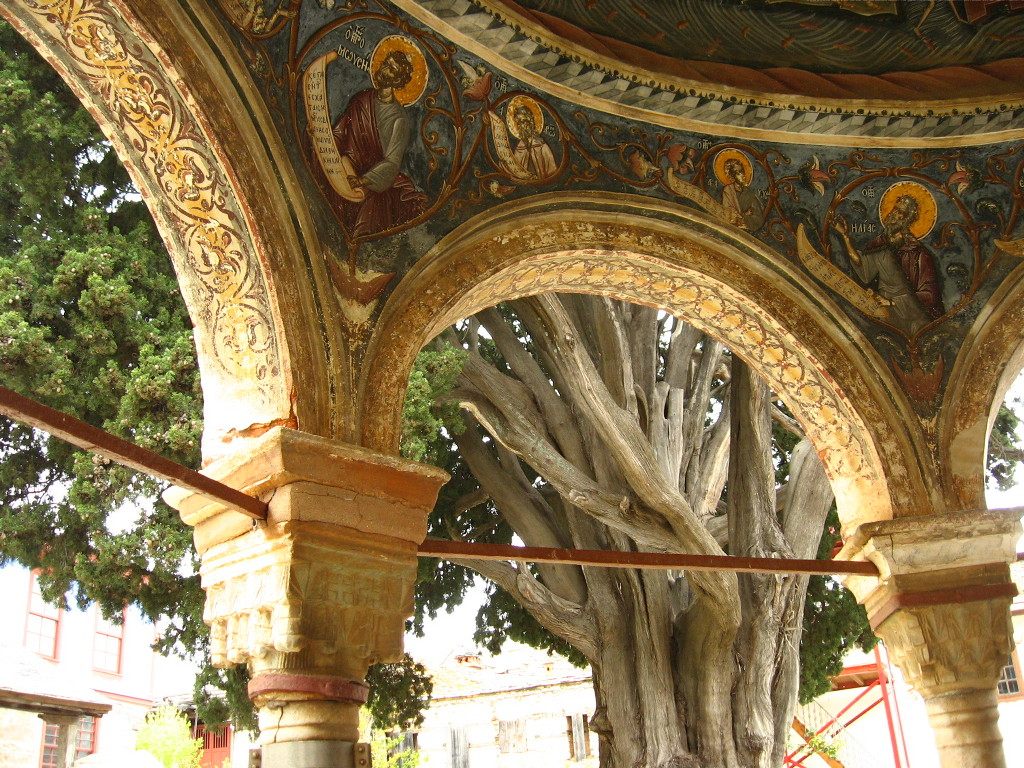
대 라브라의 성당 입구에서 보이는 아토스산의 성 아타나시우스의 시프레스. 1000년이 넘었다고 한다.

라브라 대수도원의 설립자인 아타나시우스는 건설 프로젝트에 자금을 지원해 준 그의 친구이자 비잔티움 제국의 황제인 니케포루스 2세 포카스의 뜻에 따라, 963년에 건물의 축조를 시작했다. 니케포루스는 아타나시우스에게 곧바로 대 라브라의 수사가 되겠다고 약속했지만 여의치 않은 상황과 그의 서거로 그 계획들은 취소되었다. 그렇지만, 요한네스 1세 치미스케스에 의해 두배가 된 제국의 영구적인 승인으로 건물들의 통합이 허가되었다. 황제들은 대 라브라에 테살로니키에 있는 성 에우스트라티우스의 섬과 성 안드레아스 수도원이 포함되는 재산인 많은 토지들을 주기도 했다. 그러함은 80~120명 수사들의 성장을 이끌었다.

## 역사
성 아타나시우스(11세기)의 전기에 따르면, 수도원 건설 프로젝트는 보호벽을 갖추고 시작했고, 계속해서 교회와 방들이 건설되었다고 한다. 아타나시우스의 사후에도, 수도원은 정상적으로 그 작업을 계속했다. 황제들은 그 개발에 호의를 가지고 있었고 11세기 동안에 작은 수도원들이 대 라브라에 이양되면서 수사들의 수는 700명이 되었다. 14세기에 그 수도원은 아토스산의 다른 모든 수도원들도 마찬가지로 카탈로니아인들과 다른 해적들로부터 시달림을 받았다. 그 위기의 결과로 그 곳의 수도원 제도는 독특한 방식이 형성되었는데, 공식적인 교회와 제국의 반대에도 불구하고, 독거수도(idiorrhythmic) 제도가 생겨났다. 1574년, 알렉산드라의 총대주교 실베스테르의 도움으로 수도원 공동수도(cenobitic) 제도 하에 수도원은 다시 운영되었다. 그러나 얼마 못가 그 독특한 수도원 제도가 재도입되었다. 수사가 되기도 했었던 총대주교 디오니소스 3세는 1655년 수도원 공동수도제로의 복귀를 위해 그의 개인 자산을 기부하였지만, 충분치 못했고, 그 독특한 수도원 제도는 20세기(1914년)까지 남아있었다. 1980년부터 수도원은 수도원 공동 수도제가 적용되어 오고 있다.

## 건물들

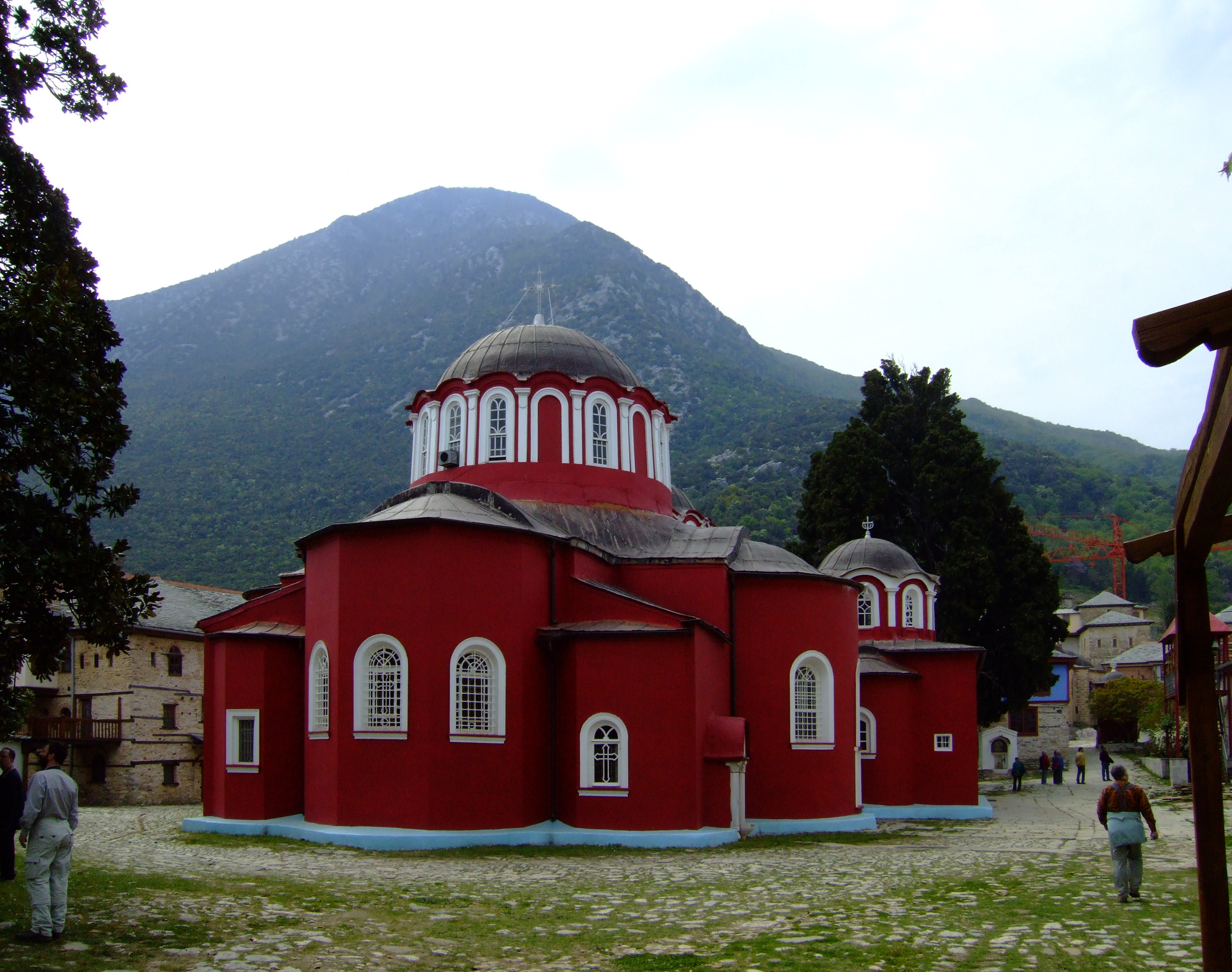
라브라 수도원의 주 성당

주 성당(카톨리콘)은 건물을 건설할때, 다른 6명의 일꾼들과 함께 추락하는 둥근 지붕 조각에 맞아 생을 마감했던, 아타나시우스에 의해 건립되었다. 성전의 건축 양식은 합창과 기도의 크게 두 지역에 의해 특징지어진다. 그 양식은 그 무렵에 봉헌되어 다른 수도원들에 의해 모방되었다. 프레스코화들은 대화가 데오파니스에 의해 1535년에 그려졌다. 그러나 나르텍스는 1854년에 그려졌다.
북부 기도원에 세바스테의 40인 순교자 성당이 있고, 아타나시오의 무덤이 있다. 남부 기도원에는, 프란코 칸텔라노에 의해 1560년에 그려진 성 니콜라스 성당이 있다. 중앙의 입구의 반대편에 있는 트레페자는 십자가상이 있고, 그것은 아토스산에서 가장 크다. 그 곳의 인테리어는 테오파시스 또는 그의 교사의 의해 그려진, 프레스코화들로 가득 차있다.

## 예술 작품들
수도원의 서고는 주 성당 뒷편에 위치해 있다. 그 곳에 2,116권의 그리스어 필사본들과 165권의 고문서들을 보관한다. 그 신약 성경의 옛 활자 필사본들중에는 코덱스 코이슬리니아누스, 코덱스 아투스 라브렌시스, 언셜 049, 언셜 0167, 소문자 문서 1073, 1505, 2524, 1519가 있다. 그 곳에는 20,000권이 넘는 인쇄된 책들과, 다른언어로된 100권 정도의 필사본들이 있기도 하다. 그 보관소는 그리스어 필사본들의 가장 값비싼 소장품들의 보관소들 중에 한 곳이다.
그 제구실은 주 성당의 뒷편에 있다. 가장 중요한 작품들중에 몇가지는 니케포루스 2세 포카스로부터 하사 받은 선물인 금으로 된 덮개가 씌여져 있는 복음서 필사본들과 아타나시우스 이래 수사들의 목록(코우바라스)이다. 또한, 그 곳의 2,500개의 성상들은 11세기~20세기(제2차 밀레니엄) 하지오그라피의 모든 역사를 담고 있다.

## 기후
| Great Lavra (2015–2024)의 기후                                                         | Great Lavra (2015–2024)의 기후 | Great Lavra (2015–2024)의 기후 | Great Lavra (2015–2024)의 기후 | Great Lavra (2015–2024)의 기후 | Great Lavra (2015–2024)의 기후 | Great Lavra (2015–2024)의 기후 | Great Lavra (2015–2024)의 기후 | Great Lavra (2015–2024)의 기후 | Great Lavra (2015–2024)의 기후 | Great Lavra (2015–2024)의 기후 | Great Lavra (2015–2024)의 기후 | Great Lavra (2015–2024)의 기후 | Great Lavra (2015–2024)의 기후 |
| 월                                                                                     | 1월                            | 2월                            | 3월                            | 4월                            | 5월                            | 6월                            | 7월                            | 8월                            | 9월                            | 10월                           | 11월                           | 12월                           | 연간                           |
| -------------------------------------------------------------------------------------- | ------------------------------ | ------------------------------ | ------------------------------ | ------------------------------ | ------------------------------ | ------------------------------ | ------------------------------ | ------------------------------ | ------------------------------ | ------------------------------ | ------------------------------ | ------------------------------ | ------------------------------ |
| 역대 최고 기온 °C (°F)                                                                 | 21.7 (71.1)                    | 22.8 (73.0)                    | 23.2 (73.8)                    | 28.5 (83.3)                    | 30.9 (87.6)                    | 36.6 (97.9)                    | 39.1 (102.4)                   | 38.9 (102.0)                   | 35.8 (96.4)                    | 29.2 (84.6)                    | 26.1 (79.0)                    | 23.1 (73.6)                    | 39.1 (102.4)                   |
| 일평균 최고 기온 °C (°F)                                                               | 11.2 (52.2)                    | 12.7 (54.9)                    | 14.7 (58.5)                    | 18.6 (65.5)                    | 23.1 (73.6)                    | 28.0 (82.4)                    | 30.7 (87.3)                    | 30.7 (87.3)                    | 26.2 (79.2)                    | 20.4 (68.7)                    | 16.8 (62.2)                    | 12.7 (54.9)                    | 20.5 (68.9)                    |
| 일일 평균 기온 °C (°F)                                                                 | 9.3 (48.7)                     | 10.6 (51.1)                    | 12.1 (53.8)                    | 15.6 (60.1)                    | 19.9 (67.8)                    | 24.8 (76.6)                    | 27.4 (81.3)                    | 27.8 (82.0)                    | 23.5 (74.3)                    | 18.4 (65.1)                    | 14.9 (58.8)                    | 11.0 (51.8)                    | 17.9 (64.3)                    |
| 일평균 최저 기온 °C (°F)                                                               | 7.3 (45.1)                     | 8.4 (47.1)                     | 9.6 (49.3)                     | 12.6 (54.7)                    | 16.6 (61.9)                    | 21.5 (70.7)                    | 24.0 (75.2)                    | 24.8 (76.6)                    | 20.8 (69.4)                    | 16.3 (61.3)                    | 12.9 (55.2)                    | 9.2 (48.6)                     | 15.3 (59.6)                    |
| 역대 최저 기온 °C (°F)                                                                 | −3.7 (25.3)                    | −1.2 (29.8)                    | −0.2 (31.6)                    | 3.0 (37.4)                     | 9.9 (49.8)                     | 14.1 (57.4)                    | 15.3 (59.5)                    | 17.4 (63.3)                    | 12.6 (54.7)                    | 9.4 (48.9)                     | 2.3 (36.1)                     | −0.2 (31.6)                    | −3.7 (25.3)                    |
| 평균 강우량 mm (인치)                                                                  | 128.7 (5.07)                   | 71.3 (2.81)                    | 70.9 (2.79)                    | 54.2 (2.13)                    | 45.1 (1.78)                    | 33.7 (1.33)                    | 36.8 (1.45)                    | 22.0 (0.87)                    | 50.7 (2.00)                    | 80.2 (3.16)                    | 95.4 (3.76)                    | 123.0 (4.84)                   | 812 (31.99)                    |
| 출처: National Observatory of Athens (Apr 2015 - Apr 2024), Great Lavra N.O.A station. |                                |                                |                                |                                |                                |                                |                                |                                |                                |                                |                                |                                |                                |

## 같이 보기
- 라브라
- 프로드로모스 스케테, 대 라브라에 속함.

## 참고 문헌
- Papyrus Larousse Britannica 2006